# 발칸컵
발칸컵(Balkans Cup)은 동남유럽에 위치한 국가인 알바니아, 불가리아, 그리스, 루마니아, 터키, 유고슬라비아의 축구 클럽이 참가했던 국제 클럽 축구 대회이다. 1961년부터 1994년까지 개최되었다.

## 역대 대회
| 개최 연도 | 우승                                           | 점수                                                                | 준우승                                         |
| --------- | ---------------------------------------------- | ------------------------------------------------------------------- | ---------------------------------------------- |
| 1960-61   | 스테아굴 로슈 브라쇼브                         | 승점 13-승점 8 (조별 예선)                                          | 레프스키 소피아                                |
| 1961-63   | 올림피아코스                                   | 1-0, 0-1, 1-0 (3경기)                                               | 레프스키 소피아                                |
| 1963-64   | 라피드 부쿠레슈티                              | 1-1, 2-0 (2경기)                                                    | 스파르타크 플로브디프                          |
| 1964-66   | 라피드 부쿠레슈티                              | 3-0, 3-3 (2경기)                                                    | 파룰 콘스탄차                                  |
| 1966-67   | 페네르바흐체                                   | 1-2, 1-0, 3-1 (3경기)                                               | AEK 아테네                                     |
| 1967-68   | 베로에 스타라자고라                            | 3-0, 3-4 (2경기)                                                    | 스파르타크 소피아                              |
| 1969      | 베로에 스타라자고라                            | 1-0, 3-0 (2경기) (디나모 티라나가 2차전이 열리기 전에 기권함)       | 디나모 티라나                                  |
| 1970      | 파르티자니 티라나                              | 1-1, 3-0 (2경기) (베로에 스타라자고라가 2차전이 열리기 전에 기권함) | 베로에 스타라자고라                            |
| 1971      | 파니오니오스                                   | 1-0, 2-1 (2경기)                                                    | 베사 카바여                                    |
| 1972      | 트라키아 플로브디프                            | 5-0, 0-4 (2경기)                                                    | 벨레주 모스타르                                |
| 1973      | 로코모티프 소피아                              | 1-1, 2-0 (2경기)                                                    | 트르구무레슈                                   |
| 1974      | 아카데미크 소피아                              | 2-1, 0-0 (2경기)                                                    | 바르다르                                       |
| 1975      | 라드니치키 니시                                | 1-0, 2-1 (2경기)                                                    | 에스키셰히르스포르                             |
| 1976      | 디나모 자그레브                                | 3-1, 2-3 (2경기)                                                    | 스포르툴 스투덴체스크                          |
| 1977-78   | 파나티나이코스                                 | 0-0, 2-1 (2경기)                                                    | 슬라비아 소피아                                |
| 1978      | 리예카                                         | 0-1, 4-1 (2경기)                                                    | 지울 페트로샤니                                |
| 1979-80   | 스포르툴 스투덴체스크                          | 2-0, 1-1 (2경기)                                                    | 리예카                                         |
| 1980-81   | 벨레주 모스타르                                | 6-5, 6-2 (2경기)                                                    | 트라키아 플로브디프                            |
| 1981-83   | 베로에 스타라자고라                            | 3-0, 3-1 (2경기)                                                    | 17 넌토리 티라나                               |
| 1983-84   | 베로에 스타라자고라                            | 승점 6-승점 4 (조별 예선)                                           | 아르게슈 피테슈티                              |
| 1984-85   | 이라클리스 테살로니키                          | 4-1, 1-3 (2경기)                                                    | 아르게슈 피테슈티                              |
| 1986      | 슬라비아 소피아                                | 3-0, 2-3 (2경기)                                                    | 파니오니오스                                   |
| 1987-88   | 슬라비아 소피아                                | 5-1, 1-0 (2경기)                                                    | 아르게슈 피테슈티                              |
| 1988-89   | OFI 크레타                                     | 3-1                                                                 | 라드니치키 니시                                |
| 1989-90   | 1989년 루마니아 혁명의 여파로 인해 열리지 않음 | 1989년 루마니아 혁명의 여파로 인해 열리지 않음                      | 1989년 루마니아 혁명의 여파로 인해 열리지 않음 |
| 1990-91   | 인테르 시비우                                  | 0-0, 1-0 (재경기)                                                   | 부두치노스트 포드고리차                        |
| 1991-92   | 사르예르                                       | 0-0, 1-0 (재경기)                                                   | 오첼룰 갈라치                                  |
| 1992-93   | 에데사이코스                                   | 0-1, 3-1 (2경기)                                                    | 에터르 벨리코터르노보                          |
| 1993-94   | 삼순스포르                                     | 3-0, 2-0 (2경기)                                                    | PAS 이오안니나                                 |

## 같이 보기
- 라틴컵
- 미트로파컵